# گردو (اراک)
شهرک گردو (اراک)، یکی از محله های شهر اراک با قدمت بالای 20 سال و از معروفترین شهرک های اراک هست و به علت نزدیکی به مرکز شهر مورد توجه است.منطقه گردشگری گردو اراک که دارای امکاناتی همچون کوه نوردی"پاراگلایدر"و اسکی هست در این شهرک قرار گرفته است. این شهرک بخش مرکزی شهرستان اراک در استان مرکزی ایران است.